# Шопсдорф
Шопсдорф (нем. Schopsdorf) — деревня в Германии, в земле Саксония-Анхальт, входит в район Йерихов в составе городского округа Гентин.
Население составляет 250 человек (на 31 декабря 2011 года). Занимает площадь 6,55 км².

## История
Первое упоминание о поселении относится к 1329 году.
1 июля 2012 года, после проведённых реформ, Шопсдорф вошёл в состав городского округа Гентин.